# Aurel Wintner
Aurel Friedrich Wintner (Budapeste, 8 de abril de 1903 — Baltimore, 15 de janeiro de 1958) foi um matemático húngaro.
Trabalhou com análise matemática, teoria dos números, equações diferenciais e teoria das probabilidades. Foi um dos fundadores da teoria probabilística dos números. Obteve o doutorado na Universidade de Leipzig em 1928, orientado por Leon Lichtenstein.